# Jutrzenka Wschodząca
Jutrzenka Wschodząca – loża masońska działająca w Radomiu pod zaborem rosyjskim. Wśród jej członków był m.in. komisarz obwodu radomskiego Edward Watson, którego rodzina przybyła na ziemie polskie w XVII wieku ze Szkocji.
Jutrzenka  Wschodząca na Wschodzie Radomia swoją działalność rozpoczęła 31 marca 1812 roku. Jej założycielami byli Feliks Gawdzicki (literat, uczestnik insurekcji kościuszkowskiej, aktywny działacz wolnomularski, kawaler różanego krzyża VII stopnia, członek kapitularnej loży Rycerze Gwiazdy w Warszawie).  Pierwszym mistrzem został Jan Kuszewski, komisarz Wydziału Dóbr i Lasów Rządowych. W roku 1813 po przejęciu przez wojska carskie miasta, loża zawiesiła swoją działalność, wznowiła ją 22 września 1814 roku. Kolejnymi członkami byli Józef Małachowski - prefekt departamentu radomskiego, Hieronim Kochanowski - radca departamentu radomskiego, a jednym z członków honorowych był Aleksander Różniecki - szef tajnej policji wielkiego księcia Konstantego. 1 lutego 1819 loża przeniosła się do nowo wybudowanego budynku, którego właścicielem był bogaty radomski kupiec oraz wolnomularz Jan Pusztynik. Budynek zaprojektował arch. warszawski Jakub Kubicki, honorowy członek Loży Świątynia Izis w latach 1811-1812. Ostatnie posiedzenie odbyło się 30 czerwca 1820 roku, powodem był dekret władz carskich o zamknięciu wszystkich lóż wolnomularskich w Królestwie Polskim.  Budynek został przejęty przez władze i przekształcony w lazaret.
W 2019 roku został powołany Trójkąt Wolnomularski "Jutrzenka Wschodząca" na Wschodzie Radomia, który jest zalążkiem nowej loży masońskiej. Trójkąt pracował pod auspicjami Loży "Kultura" na Wschodzie Warszawy. 17 czerwca 2021 r. Loża "Kultura" podjęła uchwałę o zapaleniu świateł Loży "Jutrzenka Wschodząca" na Wschodzie Radomia, ceremonia powołania loży nastąpiła 5 września 2021 r. Loża "Jutrzenka Wschodząca" na Wschodzie Radomia pracuje w Rycie Francuskim "Groussier".